# Tarakan
Tarakan est une ville d'Indonésie dans la province de Kalimantan du Nord, située sur l'île de Tarakan, près de la côte orientale de Bornéo.
Tarakan est la plus grande ville de la province et a le statut de kota.

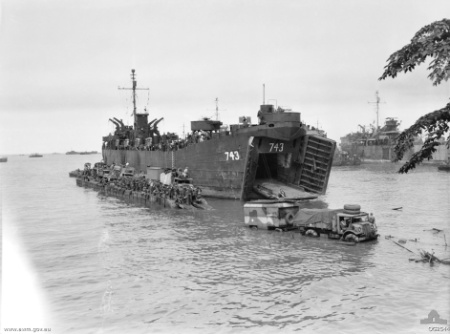
Débarquement de troupes australiennes à Tarakan (4 mai 1945)

La ville possède un aéroport.

## Histoire
Durant la Seconde Guerre mondiale, Tarakan, qui possédait un aéroport et 700 puits de pétrole, fut prise par les Japonais au tout début de la guerre du Pacifique, le 11 janvier 1942. Le lieutenant-colonel S. de Waal, commandant de la garnison hollandaise, décida de mettre le feu aux installations pétrolières ; les troupes japonaises exécutèrent tous les prisonniers hollandais en représailles.
À la fin de la guerre, la campagne de Bornéo, planifiée par les Alliés sous le nom de code « Hautbois », a débuté le premier mai 1945 par un débarquement de troupes australiennes à Tarakan.